# Klapperral
De klapperral (Rallus crepitans) is een vogel uit de familie van rallen (Rallidae).

## Verspreiding en leefgebied
Deze soort komt voor in Noord- en Midden-Amerika en telt acht ondersoorten:
- R. c. crepitans: kust van Connecticut tot noordoostelijk North Carolina.
- R. c. waynei: kust van de zuidoostelijk Verenigde Staten.
- R. c. saturatus: Golfkust van zuidwestelijk Alabama tot noordoostelijk Mexico.
- R. c. scottii: kust van Florida.
- R. c. insularum: Florida Keys.
- R. c. coryi: Bahamas.
- R. c. caribaeus: van Cuba tot Puerto Rico en de Kleine Antillen tot Antigua tot Guadeloupe.
- R. c. pallidus: noordelijk Yucatán en Ycacos lagune (Belize).